# Ophidiaster attenuatus
Ophidiaster attenuatus är en sjöstjärneart som beskrevs av Perrier 1869. Ophidiaster attenuatus ingår i släktet Ophidiaster och familjen Ophidiasteridae. Inga underarter finns listade i Catalogue of Life.